# آلفرد گری
آلفرد گری (انگلیسی: Alfred M. Gray Jr.; ۲۲ ژوئن ۱۹۲۸ – ۲۰ مارس ۲۰۲۴) ژنرال سپاه تفنگداران دریایی ایالات متحده آمریکا بود، که در فاصله سال‌های ۱۹۸۷ تا ۱۹۹۱ به‌عنوان بیست و نهمین فرمانده سپاه تفنگداران دریایی فعالیت می‌کرد. وی بنیانگذار دانشگاه سپاه تفنگداران دریایی بود.
گری فعالیت نظامی را از سال ۱۹۵۱ در سپاه تفنگداران دریایی آغاز کرد، از ۱۹۷۴ تا ۱۹۷۵ فرماندهی لشکر ۴ تفنگداران دریایی را برعهده داشت، از ۱۹۷۵ تا ۱۹۷۶ فرمانده تیپ ۴ آبی-خاکی بود، در فاصله سال‌های ۱۹۸۰ تا ۱۹۸۱ به‌عنوان فرمانده لشکر ۲ تفنگداران دریایی فعالیت می‌کرد و از ۱۹۸۴ تا ۱۹۸۷ فرماندهی نیروی دوم تفنگداران دریایی اعزامی را برعهده داشت.